# Hagemeyer
Hagemeyer è un gruppo di servizi di distribuzione business-to-business (B2B) incentrato sui mercati dei materiali elettrici, sicurezza e altri prodotti di manutenzione, riparazione e operazioni (MRO) in Europa, Nord America e Asia-Pacifico. Fondato nei Paesi Bassi e acquisito dal rivale francese Rexel nel 2008, successivamente ceduto a Sonepar. In seguito all'acquisto, il marchio Hagemeyer è scomparso in alcuni paesi, ma è rimasto in altri.

## Storia
Nel gennaio 2004, Hagemeyer ha venduto la Elektro Fröschl electronic, la sua sottosezione di distribuzione all'ingrosso, a Media-Saturn, rafforzando così la sua attenzione al dettaglio.
Il 23 novembre 2007, il consiglio di amministrazione di Hagemeyer ha accettato un'offerta di acquisizione di € 3,1 miliardi da parte del più grande rivale francese Rexel. Al completamento dell'offerta, alcune unità di Hagemeyer furono vendute a Sonepar, una società francese privata nello stesso settore. In precedenza Sonepar aveva respinto la propria offerta per Hagemeyer. Hagemeyer è stato rimosso dall'indice AEX il 7 marzo 2008 poiché Rexel ha dichiarato la sua offerta incondizionata. La cancellazione delle azioni della società dalla Borsa di Amsterdam è avvenuta il 21 aprile.
Nel 2010, Hagemeyer North America viene accreditata per distribuire i suoi prodotti al settore aerospaziale.

## Acquisizione e divisione
In seguito all'acquisizione del 2007 da parte di Rexel, le filiali internazionali di Hagemeyer sono diventate: 
Controllati da Rexel
- Australia: Nessun cambiamento
- Belgio: Breva
- Repubblica Ceca: Nessun cambiamento
- Estonia: Elektroskandia
- Finlandia: Elektroskandia
- Germania: Rexel
- Lettonia: Elektroskandia
- Lituania: Elektroskandia
- Norvegia: Elektroskandia
- Polonia: Elektroskandia
- Russia: Elektroskandia
- Spagna: Rexel
- Paesi Bassi: Hagemeyer
- Regno Unito: Rexel

Controllati da Sonepar
- Australia: Nessun cambiamento
- Austria: Nessun cambiamento
- Canada: Century Vallen
- Cina: Hagemeyer and Elektroskandia
- Messico: Nessun cambiamento
- Svezia: Elektroskandia
- Svizzera: Winterhalter Fenner
- Stati Uniti: Nessun cambiamento

## Attività
Oltre il 90% delle entrate totali di Hagemeyer è stato generato dalla sua attività principale: Prodotti e servizi professionali. Si è concentrata sulla distribuzione a imprese di parti e forniture elettriche, beni di sicurezza (come elmetti e stivali protettivi) e altri prodotti MRO in circa 25 paesi in Europa, Nord America e Asia-Pacifico. La parte restante delle entrate di Hagemeyer è stata realizzata dalle attività delle agenzie di elettronica di consumo (ACE), che distribuisce elettronica di consumo e prodotti di marca nei Paesi Bassi e in Australia e beni di lusso in numerosi paesi dell'Asia.
In Australia, Hagemeyer è stato il principale distributore di elettrodomestici e marchi di lifestyle come Omega, Blanco e De Dietrich insieme ai prodotti stagionali Omega Altise. Shriro Australia ha acquisito Hagemeyer Brands Australia nel 2011.